# William B. Umstead
William B. Umstead (Mangum Township, 1895. május 13. – Durham, 1954. november 7.) az Amerikai Egyesült Államok szenátora (Észak-Karolina, 1946–1948).